# Tetris Party
Tetris Party es un videojuego de puzle de Hudson Soft para WiiWare. Es una entrega de la serie Tetris que admite el uso de Miis y la Wii Balance Board, y cuenta con modos multijugador locales y en línea, además de varios modos para un jugador exclusivos del juego.
El juego se lanzó en Japón el 14 de octubre de 2008, en Norteamérica el 20 de octubre de 2008, y en Europa y Australia el 24 de octubre de 2008.
En 2010 se lanzó una versión comercial llamada Tetris Party Deluxe anunciada por Tetris Online, Inc., Hudson Soft, Nintendo Australia y Majesco Entertainment para las consolas Wii y Nintendo DS.
Una versión para DSiWare llamada Tetris Party Live se lanzó en Norteamérica el 22 de noviembre de 2010 y, posteriormente, en la región PAL el 3 de diciembre de 2010. Esta versión ya no está disponible para su compra desde el 31 de marzo de 2012.

## Modos de juego
Tetris Party presenta una serie de nuevos modos de juego. Además del tradicional modo maratón de 15 niveles para un solo jugador, los modos versus para un jugador y multijugador, y los modos Vs. Hot Lines y batalla por equipos que regresan de juegos anteriores, así como el regreso de Bombliss, estos nuevos modos incluyen:
- Tetris para principiantes: el juego tradicional de 15 niveles con bloques más grandes, un campo de juego más pequeño y nuevos poliominós como una línea de tres bloques, una línea de dos bloques y una pequeña forma de L de tres bloques.
- Tetris con tabla de equilibrio de Wii: una variación del Tetris para principiantes en la que los jugadores controlan la caída de Tetriminos utilizando la tabla de equilibrio, inclinándose hacia la izquierda y la derecha para mover el Tetrimino, inclinándose hacia adelante o hacia atrás para dejarlo caer y agachándose para rotarlo en el sentido de las agujas del reloj. Este tipo de juego también incluye un modo de 3 minutos llamado «Balance Ultra» y un modo de batalla contra la computadora.
- Tetris cooperativo: dos jugadores trabajan juntos simultáneamente en un campo de juego de tamaño doble para despejar líneas.
- Field Climber: el jugador construye capas de bloques para ayudar a un personaje a llegar a la parte superior de la pantalla. El modo tiene límite de tiempo y también está disponible en el modo versus en línea.[4]
- Shadow: Los jugadores deberán competir para completar una imagen de fondo con Tetriminós, sin permitir que ninguna pieza quede fuera del rompecabezas en el proceso. Este modo presenta nuevas formas de Tetriminó y un total de 30 rompecabezas.[5]
- Stage Racer: El jugador guía un solo Tetriminó hacia abajo a través de un estrecho pasaje sinuoso, asegurándose de no quedar atrapado en los lados.
- Dual Spaces: Un modo inspirado en Reversi donde los jugadores dividen el espacio vacío y ganan puntos por cada espacio vacío que bloquean al colocar sus Tetriminós para crear áreas más grandes de su propio color.

Los modos multijugador versus admiten hasta cuatro jugadores locales y seis en línea a través de la Conexión Wi-Fi de Nintendo y cuentan con nuevos potenciadores que utilizan las funciones de puntero y movimiento del mando de Wii. El juego también mantiene tablas de habilidades y estadísticas, y cuenta con tablas de clasificación en línea y más de 130 logros para que los jugadores controlen su progreso.
El juego no incluye ningún modo maratón multijugador. La basura no es opcional en el modo multijugador como lo era en The New Tetris.

### Torneos
Tanto Hudson como Tetris Online han organizado torneos para los jugadores del juego, el primero de los cuales se celebró en diciembre de 2008. Cada torneo involucra los diferentes modos de juego en Tetris Party, y el primer y tercer torneo cuentan con cuatro rondas con cuatro modos de juego diferentes disputados en cada uno.
Hubo un total de cuatro torneos en los que los 500 mejores del primer y tercer torneo y los 100 mejores del segundo y cuarto torneo recibirían 1200 puntos Nintendo para usar en la Tienda Wii o en la Tienda DSiWare.

## Recepción

### Tetris Party
Tetris Party recibió «críticas generalmente favorables» según el sitio web agregador de reseñas Metacritic. IGN lo llamó «la mejor versión de consola [de Tetris] que hemos visto en años» y una «compra obligada», aunque se decepcionó con el multijugador en línea algo limitado. Nintendo Life elogió al juego en línea en general y lo llamó «la experiencia de Tetris en línea más sólida que el dinero puede comprar» junto con Tetris DS, aunque también se decepcionó con los modos de juego en línea limitados y sintió que el juego estaba más orientado al multijugador local que para jugadores en solitario. La revista oficial de Nintendo quedó muy impresionada por el «juego en línea adictivo» y comentó sobre la «gran variedad de modos». También le encantó la «jugabilidad clásica de Tetris» y pensó que era «una buena relación calidad-precio para sus puntos». Sin embargo, lo calificaron mal porque pensaron que el «modo con la tabla de equilibrio era un poco efectista».
El juego fue nominado a varios premios específicos de Wii por IGN en sus premios de videojuegos de 2008, incluidos Mejor juego de WiiWare y Mejor juego de rompecabezas.

### Tetris Party Deluxe
La versión DS de Tetris Party Deluxe recibió «críticas generalmente favorables», mientras que la versión Wii recibió críticas «medias», de acuerdo con el sitio web agregador de reseñas Metacritic. En Japón, Famitsu le dio una puntuación de un ocho y tres sietes para la versión de DS, y un ocho, un seis, un siete y un ocho para la versión de Wii.

### Tetris Party Live
En el momento de su lanzamiento, Tetris Party Live recibió críticas «medias» según Metacritic.